# Botterens
Botterens is een gemeente en plaats in het Zwitserse kanton Fribourg, en maakt deel uit van het district Gruyère.
Botterens telt 568 inwoners.